# Ruta Nacional A015 (Argentina)
La Ruta Nacional A015 es una carretera argentina, que se encuentra en el noreste de la Provincia de Entre Ríos. Desde el empalme con la Ruta Nacional 14 en el km 269 en la localidad de La Criolla hasta el acceso a la Represa Salto Grande, recorre 15 km asfaltados.
Al contrario que en las otras dos rutas en la Provincia de Entre Ríos que permiten el acceso a los pasos fronterizos, en ésta la aduana y control migratorio se encuentra del lado argentino. En el km 13 se encuentra el control fronterizo.

## Localidades
Esta ruta recorre zonas rurales de los ejidos municipales de la ciudad de Concordia y de la población de La Criolla (los pueblos con menos de 5.000 habitantes figuran en itálica).

### Provincia de Entre Ríos
Recorrido: 15 km (kilómetro 0 a 15).
- Departamento Concordia: La Criolla (kilómetro 0) y acceso al barrio Villa Zorraquín (km 7) de la ciudad de Concordia.

## Gestión

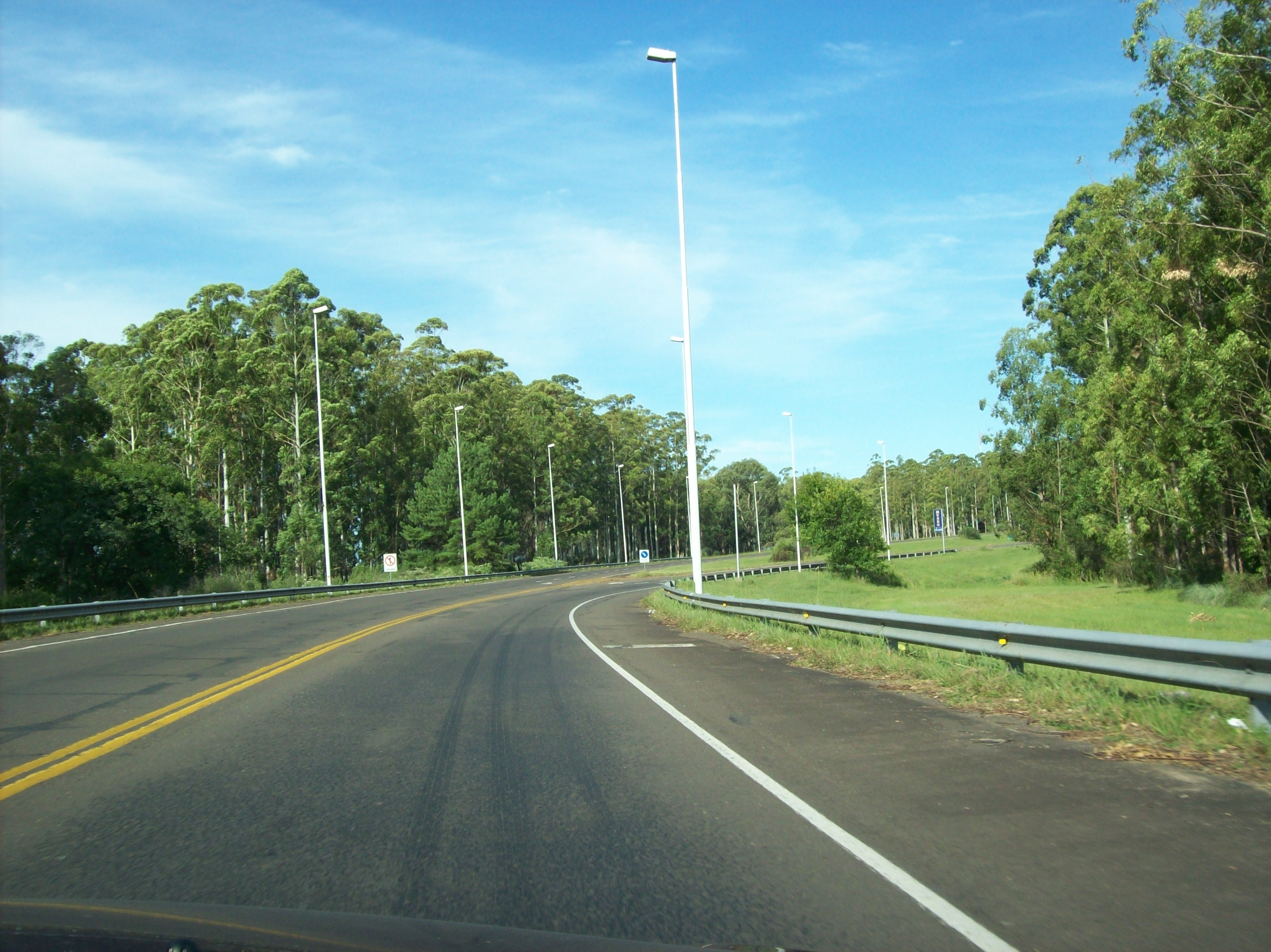
Ruta Nacional A015 cerca de la zona aduanera.

En 1990 se concesionaron con cobro de peaje las rutas más transitadas del país, dividiéndose éstas en Corredores Viales.
De esta manera esta ruta es parte del Corredor Vial 18 siendo la empresa ganadora de la licitación Caminos del Río Uruguay (Crusa). No hay cabinas de peaje en esta ruta.
En 1996 se amplió la concesión a 28 años con la condición que la empresa concesionaria construya una autovía entre el Complejo Unión Nacional y Gualeguaychú. El tramo entre el Puente General Justo José de Urquiza y Ceibas (que corresponde a la Ruta Nacional 12) se completó el 12 de octubre de 1999. Debido a la devaluación en 2002, se paralizaron las obras en el tramo Ceibas - Gualeguaychú de la Ruta Nacional 14.